# 双瞳斑鲆
双瞳斑鲆（学名：Pseudorhombus dupliocellatus）为牙鲆科斑鲆属的鱼类，俗名地铺、重点扁鱼、目鲽、管点扁鱼。分布于西到印度洋、南到昆士兰、北到日本南部以及南海北部到台湾马公岛、北部湾等，属于热带底层海鱼。该物种的模式产地在日本濑户内海。